# Беляковка (Курганская область)
Беляковка — деревня в Далматовском районе Курганской области. Входит в состав Параткульского сельсовета.

## История
До 1917 года входила в состав Басмановской волости Шадринского уезда Пермской губернии. По данным на 1926 год село Беляковское состояло из 264 хозяйств. В административном отношении являлось центром Беляковского сельсовета Ольховского района Шадринского округа Уральской области.

## Население
| 1902 | 1989 | 2002 | 2010 |
| ---- | ---- | ---- | ---- |
| 1109 | ↘264 | ↘234 | ↘187 |

По данным переписи 1926 года в селе проживало 1138 человек (517 мужчин и 621 женщина), в том числе: русские составляли 100 % населения.